# Монтекальво-ин-Фолья
Монтекальво-ин-Фолья (итал. Montecalvo in Foglia) — коммуна в Италии, располагается в регионе Марке, в провинции Пезаро-э-Урбино.
Население составляет 2768 человек (2008 г.), плотность населения составляет 152 чел./км². Занимает площадь 18 км². Почтовый индекс — 61020. Телефонный код — 0722.
Покровителем коммуны почитается святитель Николай Мирликийский, чудотворец, празднование 6 декабря.

## Демография
Динамика населения:

## Администрация коммуны
- Официальный сайт: http://www.comune.montecalvo.pu.it/